# Olpidium entophytum
Olpidium entophytum är en svampart som beskrevs av A. Braun 1855. Olpidium entophytum ingår i släktet Olpidium och familjen Olpidiaceae.   Inga underarter finns listade i Catalogue of Life.